# 义乌经济技术开发区
义乌经济技术开发区是位于浙江省义乌市的国家级经济技术开发区。

## 简介
义乌经济开发区成立于1992年8月8日，1994年成为义乌首个省级经济开发区。位于义乌市区西南部，目前规划面积为93平方公里。紧邻沪昆高速公路、甬金高速公路和沪昆铁路、沪昆高铁，距义乌机场2.5公里，交通优势突出。
2012年3月，开发区升级为国家级开发区，成为自金华经济技术开发区于2010年成功跻身“国家队”后，金华市第二个国家级开发区。

## 主要公司
开发区有规模以上企业356家，上市企业2家（浪莎袜业、华鼎锦纶）。23个省级以上高新技术企业，16个省级以上研发中心、技术中心。2011年实现工业总产值703.81亿元，出口额10.12亿美元，财政收入34.21亿元。
区内有三鼎、浪莎、伟海、华鸿等著名企业，形成了袜业、工艺品、饰品、拉链等优势产业群。也有电子电器、机械制造等高新技术企业。其中，袜业占全国的35%以上，拉链占全国的30%以上，无缝服装占全球的20%、全国的80%。